# Långhalsenmeteoriten

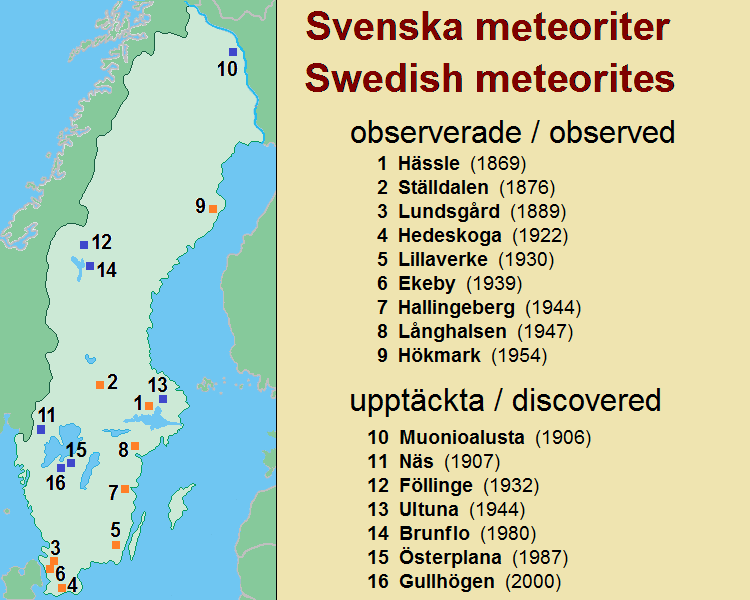
Karta över svenska meteoritnedslag, Långhalsen, 1947 (nr 8)

Långhalsenmeteoriten är en stenmeteorit som slog ner den 6 februari 1947. Meteoriten är en av de få observerade meteoritnedslag i Sverige.

## Nedslagsplatsen
Nedslaget skedde på sjön Långhalsen öster om Vrena i Nyköpings kommun i Södermanlands län.
Nedslaget skedde kring kl 15:15 efter att ljudet av den fallande stenen hade hörts kort dessförinnan.
1961 lämnade geologen Kurt Fredriksson en beskrivning (The Meteoritical Bulletin, nr 20, mars 1961, s 2) om meteoriten ("Of Meteorites of Sweden") och nedslaget.

## Meteoriten
Meteoriten är en stenmeteorit (Kondriter) och består till största delen av olivin och pyroxen.
Meteoritfyndet bestod av 1 enda sten och vikten uppskattas till cirka 2,3 kg, vid nedslaget splittrades stenen i 4 delar.
De flesta delar förvaras idag på Naturhistoriska riksmuseet (Enheten för Mineralogi).